# Oswald Menghin
Oswald Menghin, född 19 april 1888 i Meran i Sydtyrolen, död 29 november 1973 i Buenos Aires, var en österrikisk arkeolog, professor i Wien 1918.
Menghins forskningar berör huvudsakligen de paleolitiska och mesolitiska kulturerna. I sitt mest betydande arbete Die Weltgeschichte det Steinzeit (1931) har han på jordens stenålderskulturer sökt tillämpa den från den historiska antropologin kända kulturkretsläran. Menghin har bl.a. utgett Einführung in die Vorgeschichte Böhmens und Mährens (1926) och blev 1914 chefredaktör för Wiener prähistorische Zeitschrift.